# Werner Stenger
Werner Stenger (* 14. November 1938 in Bad Kreuznach; † 7. Juni 1990 in Krumbach) war ein deutscher römisch-katholischer Theologe.

## Leben
Von 1957 bis 1963 studierte Stenger Katholische Theologie an den Universitäten von Trier, Innsbruck und München. 1963 wurde er in Trier zum Priester geweiht und war bis 1966 als Kaplan in Neuwied tätig. Zum Weiterstudium beurlaubt studierte Stenger von 1966 bis 1967 am Institut für Katechetik und Homiletik der Universität München. 1967 ging er an die neu gegründete Universität Regensburg, wurde am Lehrstuhl von Franz Mußner Assistent und promovierte im Fach Neues Testament. 1977 erhielt Werner Stenger einen Ruf auf eine Professur an der Pädagogischen Hochschule Rheinland, Abt. Köln; ab 1980 war dies eine Professur am Seminar für Katholische Theologie und ihre Didaktik an der Universität zu Köln. Im Januar 1986 erlitt Werner Stenger einen Schlaganfall. Trotz halbseitiger Lähmung nahm er im folgenden Wintersemester seine Lehrtätigkeit wieder auf. 1989 habilitierte sich Stenger mit seiner Arbeit „Gebt dem Kaiser, was des Kaisers ist.! Eine sozialgeschichtliche Untersuchung zur Besteuerung Palästinas in neutestamentlicher Zeit“ an der Katholisch-Theologischen Fakultät der Universität Passau. Nach einer Krebserkrankung und einem zweiten Schlaganfall verstarb Werner Stenger am 7. Juni 1990.

## Forschungsschwerpunkte
- Biblische Theologie
- Exegese des Neuen Testaments
- Biblische Zeitgeschichte

## Schriften (Auswahl)
- Strukturale Beobachtungen zum Neuen Testament. Leiden, New York, Kobenhavn, Köln 1990, ISBN 90-04-09113-0.
- Gebt dem Kaiser, was des Kaisers ist.! Eine sozialgeschichtliche Untersuchung zur Besteuerung Palästinas in neutestamentlicher Zeit. Königstein  1988, ISBN 3-610-09104-5.
- Biblische Methodenlehre. (Leitfaden Theologie 18), Patmos, Düsseldorf 1987, ISBN 3-491-77681-3.
- Der Christushymnus 1 Tim 3,16. Eine strukturanalytische Untersuchung. Frankfurt/M. 1977, ISBN 3-261-02282-5.
- zusammen mit Franz Schnider Studien zum neutestamentlichen Briefformular. Leiden, New York, Kobenhavn, Köln 1987, ISBN 90-04-08414-2.
- zusammen mit Franz Schnider Johannes und die Synoptiker. : Vergleich ihrer Parallelen, München 1971, ISBN 3-466-25011-0.
- zusammen mit Franz Schnider Die Ostergeschichten der Evangelien. (Schriften zur Katechetik Bd. 13), München 1970.
- als Herausgeber zusammen mit Paul-Gerhard Müller  Kontinuität und Einheit. Festschrift für Franz Mussner zum 65. Geburtstag, Herder, Freiburg i. Br. 1981, ISBN 3-451-19257-8.